# Navagraha

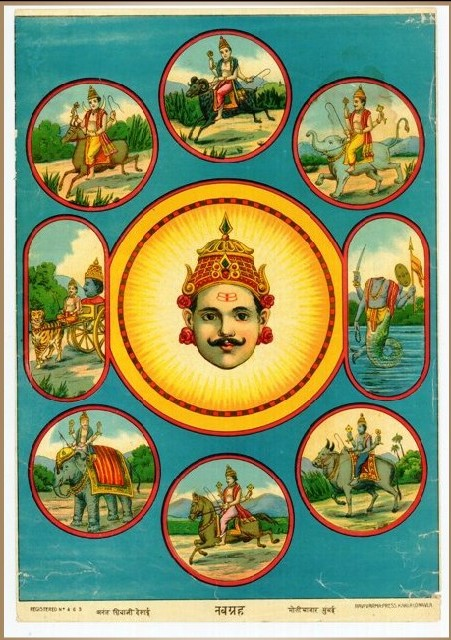
Navagraha, Rádzsa Ravi Varma festménye (a középpontban a Nap)

A Navagraha a hindu asztrológia zodiákus rendszerének kilenc mennyei háza (időnként kilenc bolygónak vagy kilenc égitestnek is fordítják, nevezik). A hinduizmus szerint ezek befolyásolják a földi életet. A nava jelentése szanszkrit nyelven kilenc, a graha pedig jelent többek között bolygót, valamint megragadást, tartást, mivel a hindi mitológia szerint megragadják és kézben tartják az ember és az emberiség sorsát. A navagraha nem tartalmazza a Földet, az Uránuszt, a Neptunuszt, viszont a Nap és a Hold a részeit alkotják.

## A jelképrendszer
Az asztrológiában a bolygó vagy planéta fogalma általában és eredetileg a szabad szemmel is látható öt bolygóra vonatkozik. A fogalom tartalma a későbbiekben bővült, és belekerült a Nap és a Hold is, amivel a planéták száma hétre emelkedett. A hét napjait a hindu naptárban is, hasonlóan sok más nyelvhez és kultúrához, ezek után nevezték el. 
A további két hindi planéta láthatatlan és a nap- illetve a holdfogyatkozásokért felelős. A Rahu egyben a növekvő Hold szimbóluma, a Ketu, az előbbi farka, pedig a meteorokat is jelképezi.
A legtöbb hindu templom a világon tartalmaz a Navagraha istenek imádására szentelt helyet. Gyakran a templomok ajtói, kapuzatai fölé helyezték el ezeket a szobrokat, domborműveket. A konáraki naptemplomból a kilenc planétáról készült 13. századi domborművek a British Museumba kerültek.

## A konáraki naptemplom domborművei a kilenc égi házról

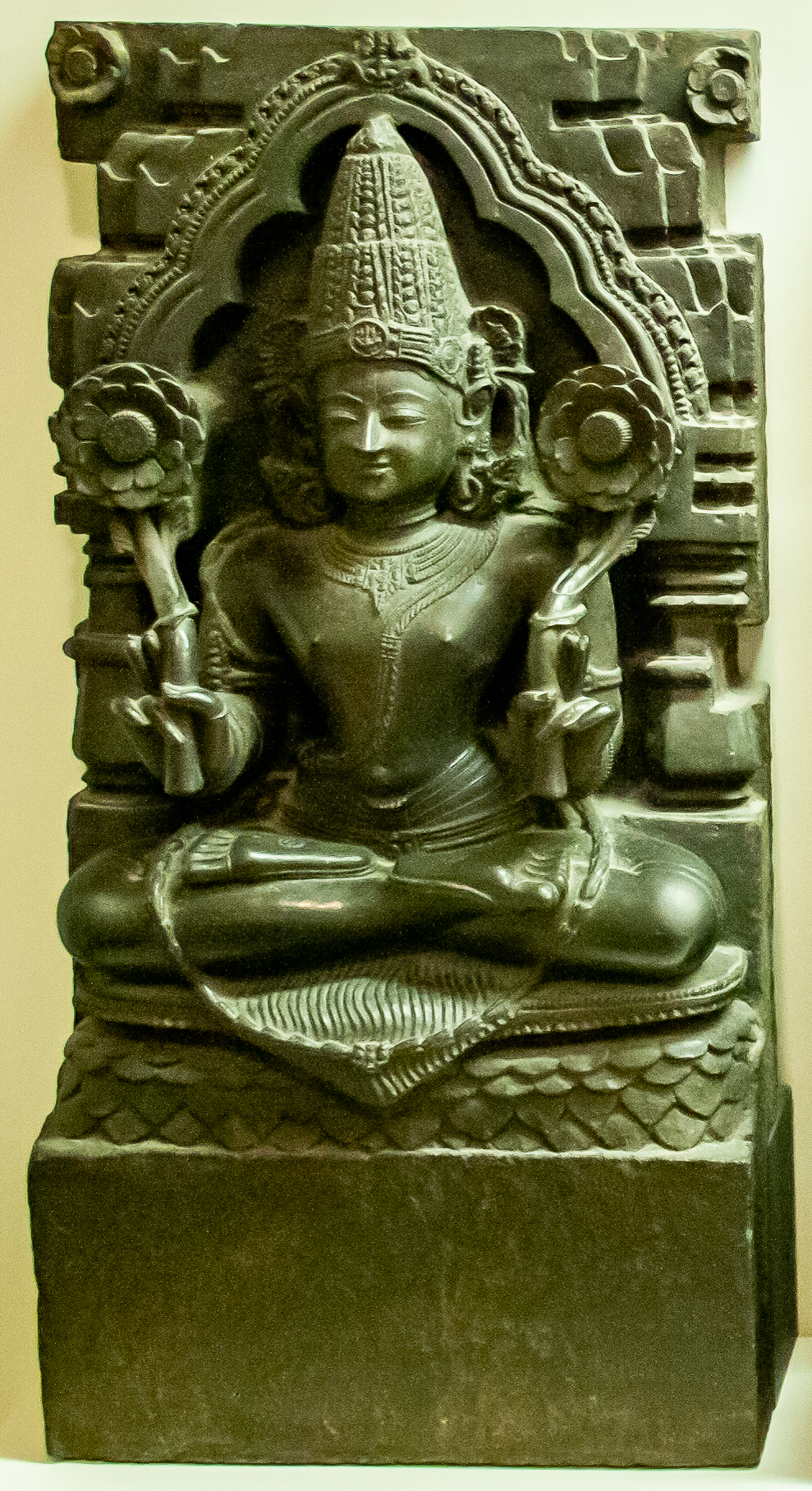
Szúrja (Nap) két lótuszvirággal a kezében
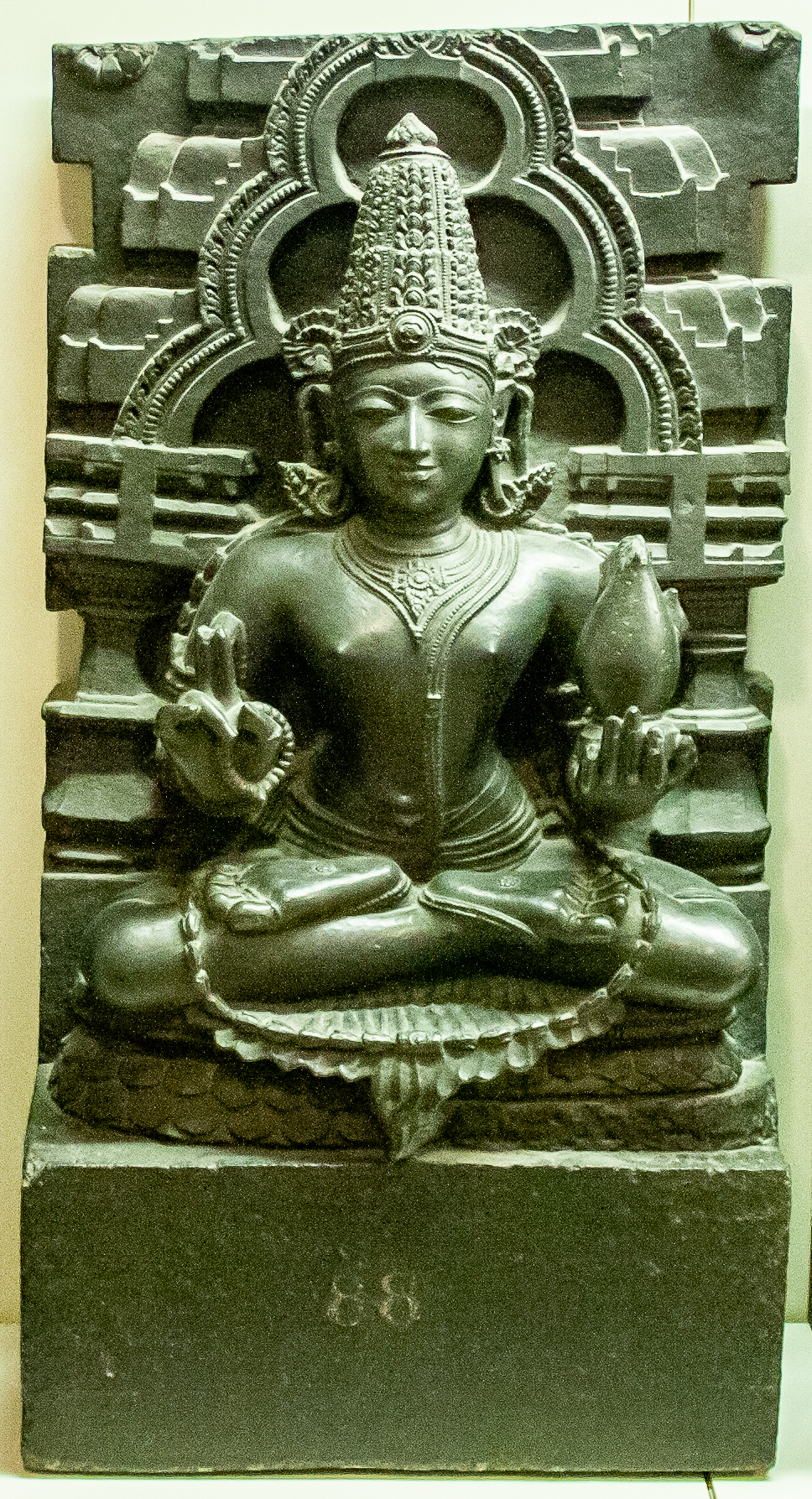
(Valószínűleg) Szóma (Hold) (más néven Csandra(wd)
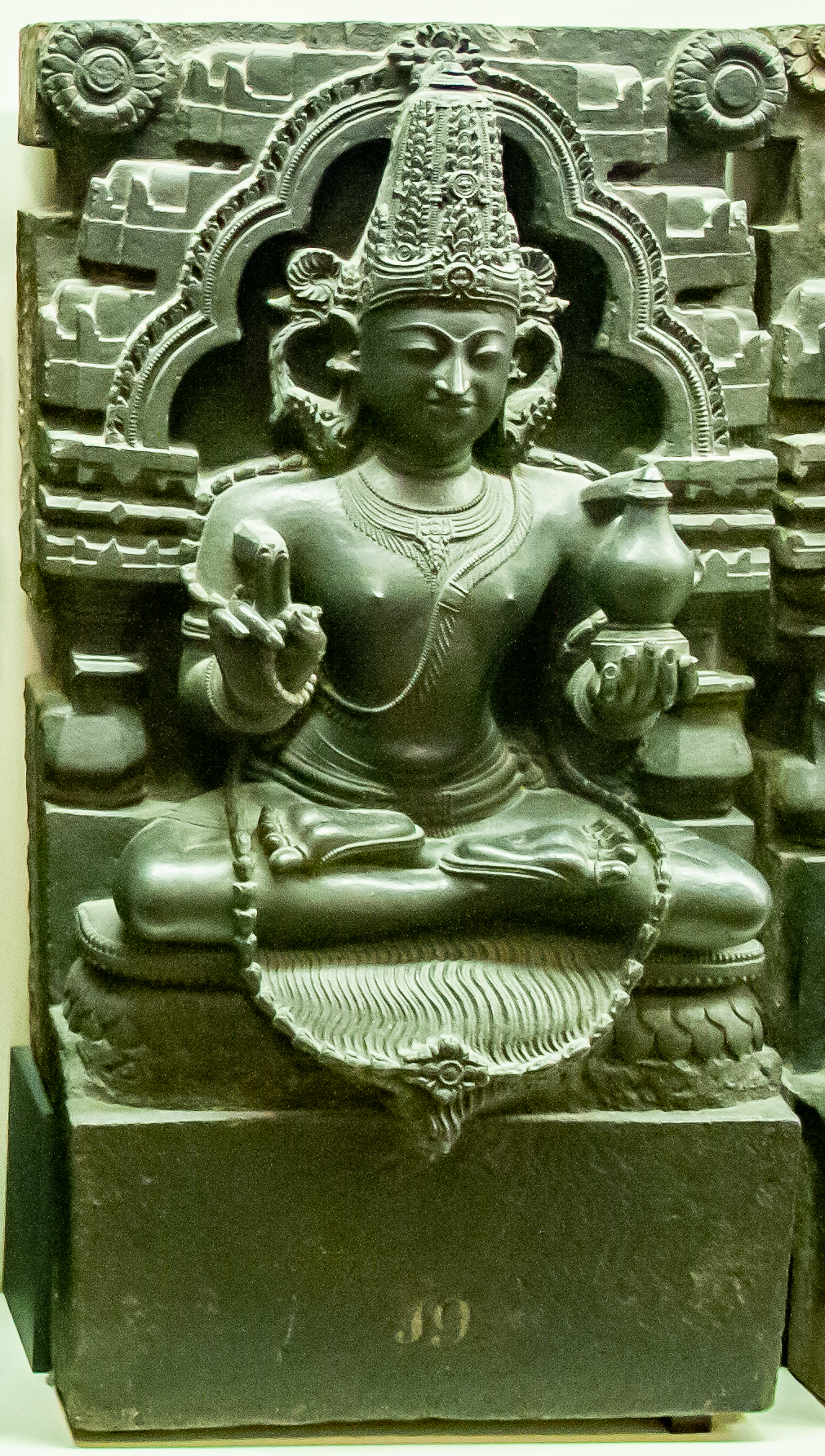
(Valószínűleg) Mangala(wd) (Mars)
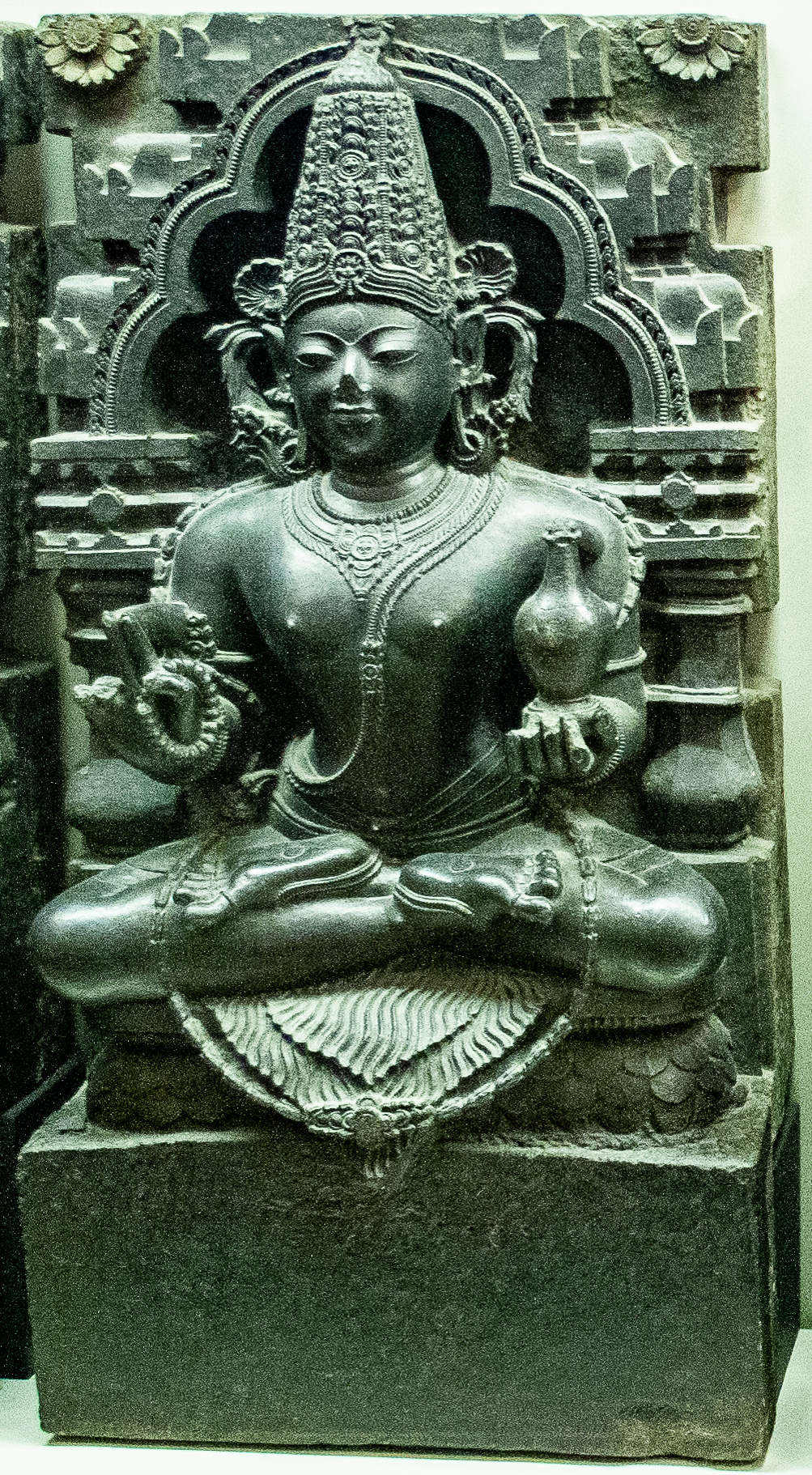
(Valószínűleg) Budha (Merkúr)

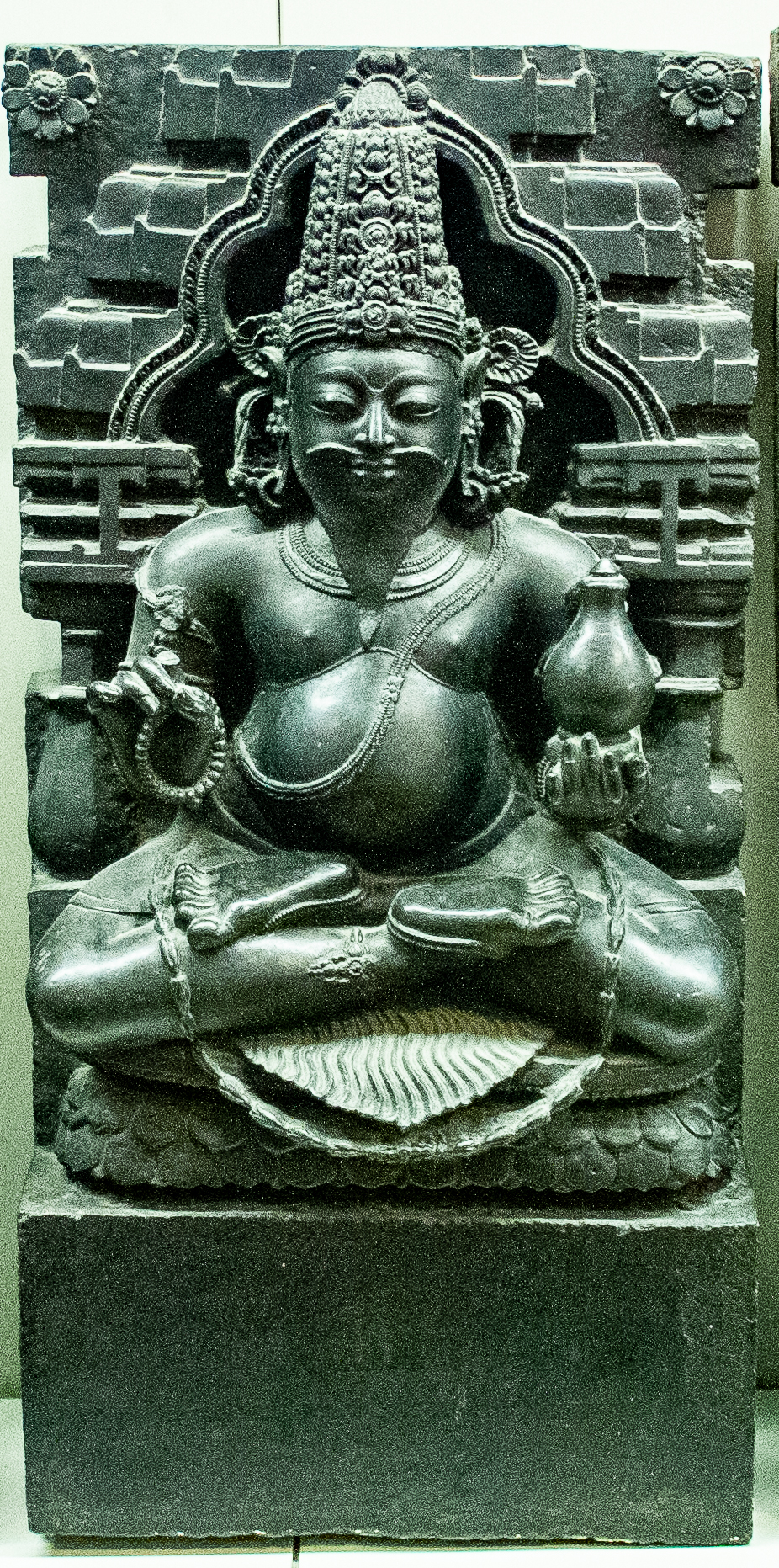
Brihaszpáti(wd) (Jupiter) pocakos, szakállas papként ábrázolva
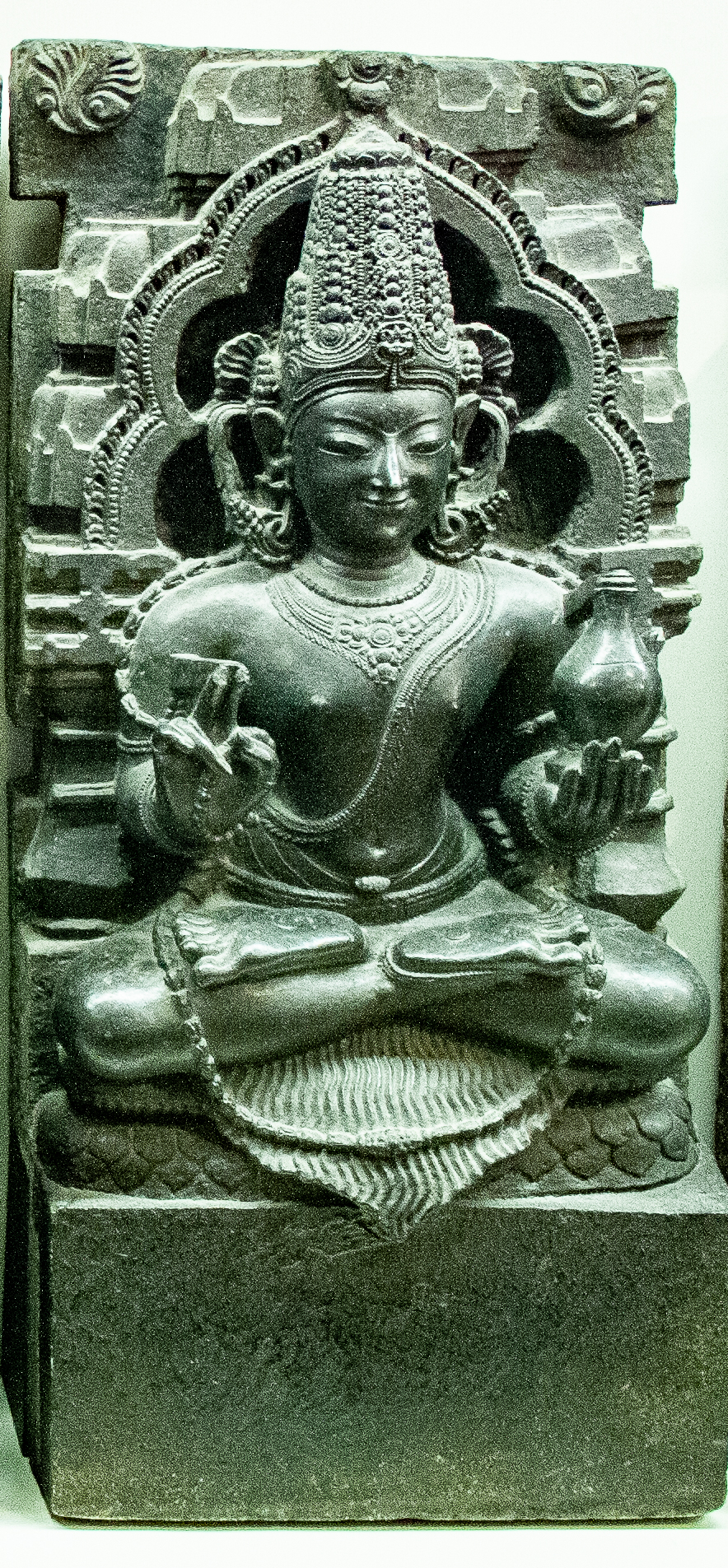
(Valószínűleg) Súkra(wd) (Vénusz)
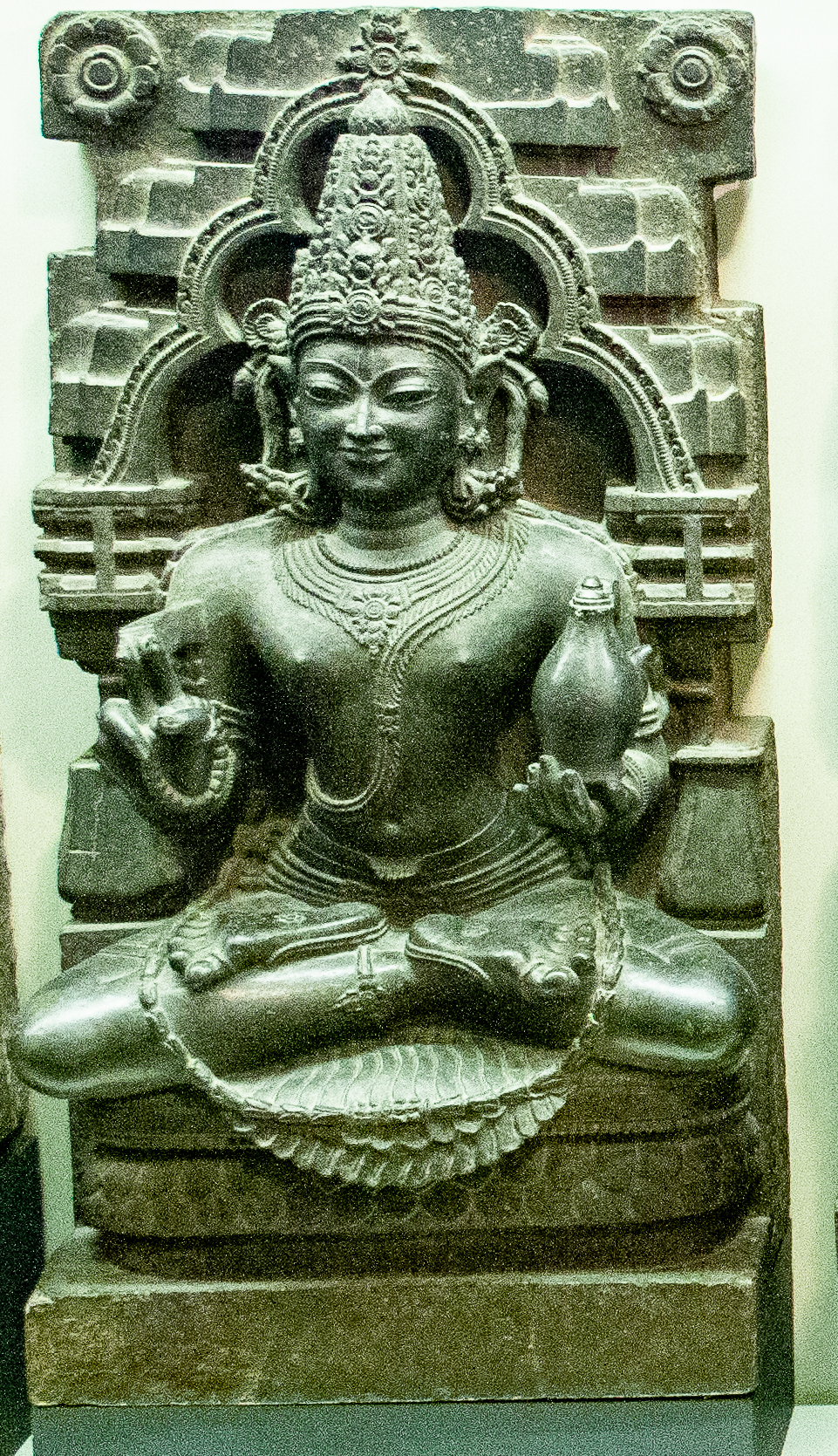
(Valószínűleg) Sani(wd) (Szaturnusz)
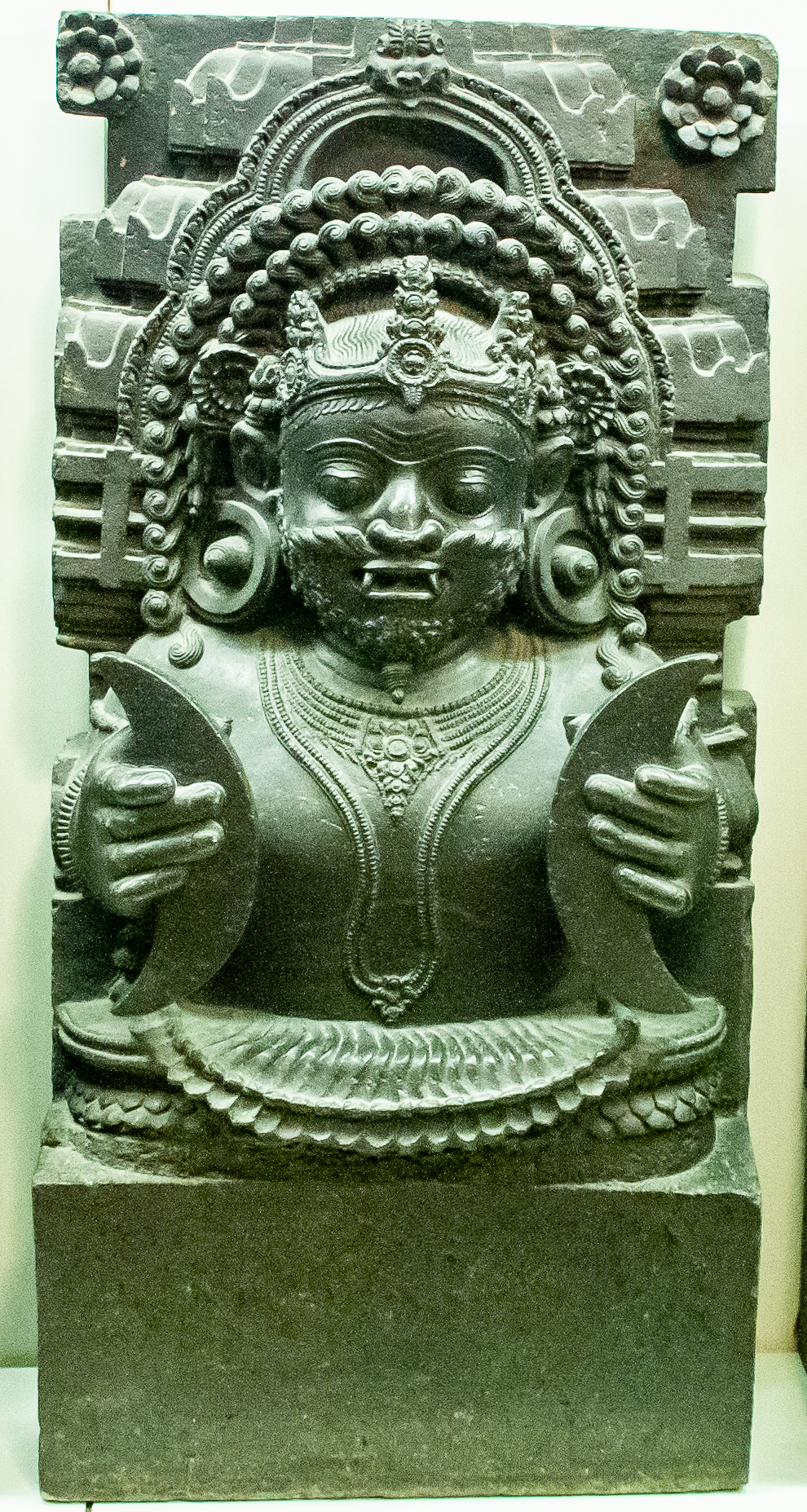
Rahu(wd) a növekvő és csökkenő holdsarlóval a kezében
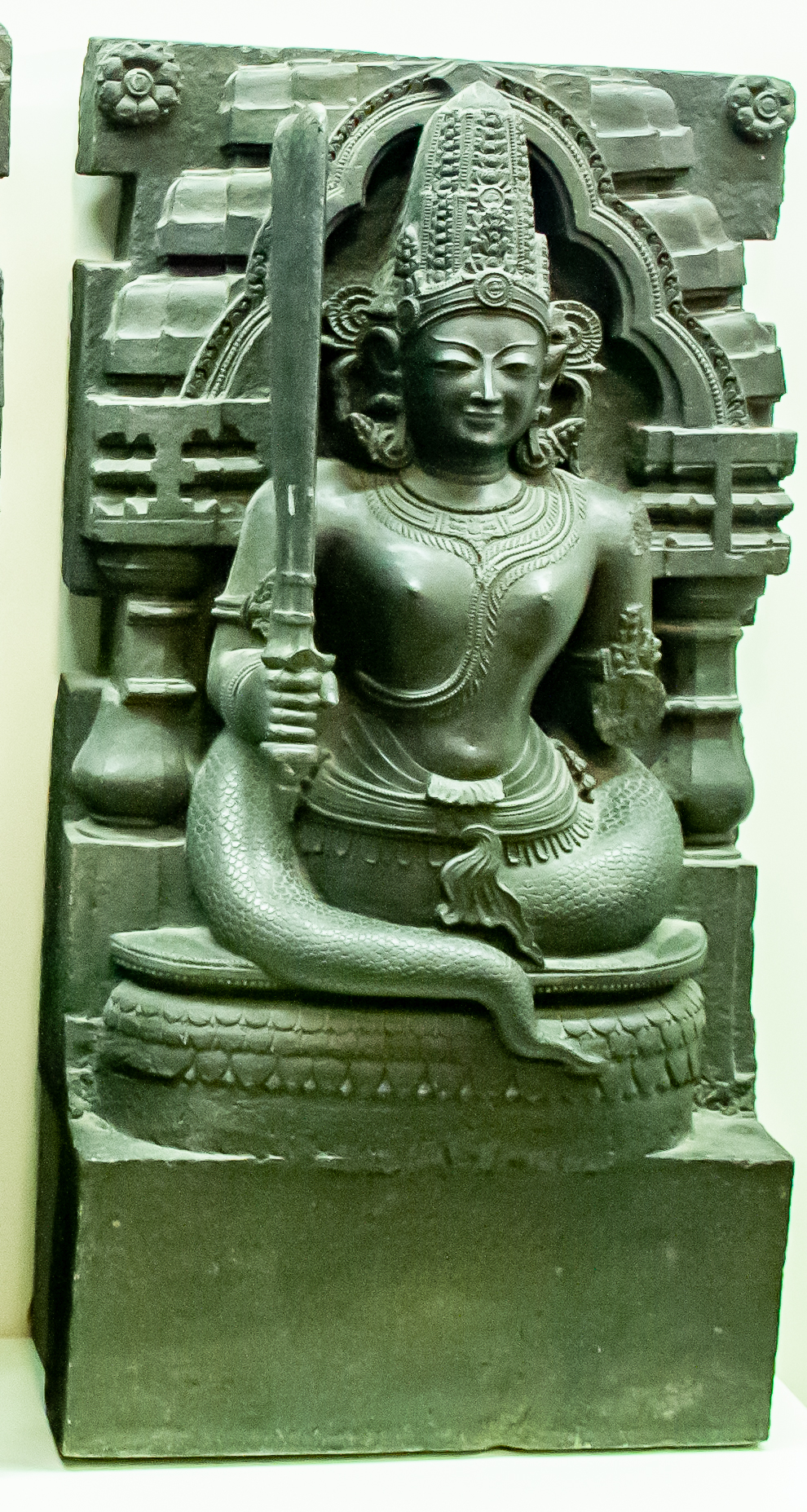
Ketu(wd) a kigyófarokkal

## A hét napjai a hét égi ház szerint a hindu mitológiában és a hindi nyelvben
A planétákról elnevezett hét napból álló naptári hét fogalmát közel-keleti csillagászok dolgozták ki és Indiában az i. sz. 5. század végére vált elfogadottá. A következő táblázat ezeket a neveket tartalmazza azzal, hogy a hindi mitológiában egy-egy istenhez más nevek és megjelenési formák is kapcsolódtak, illetve a közkeletűen használt naptári nevek is változtak idővel. 

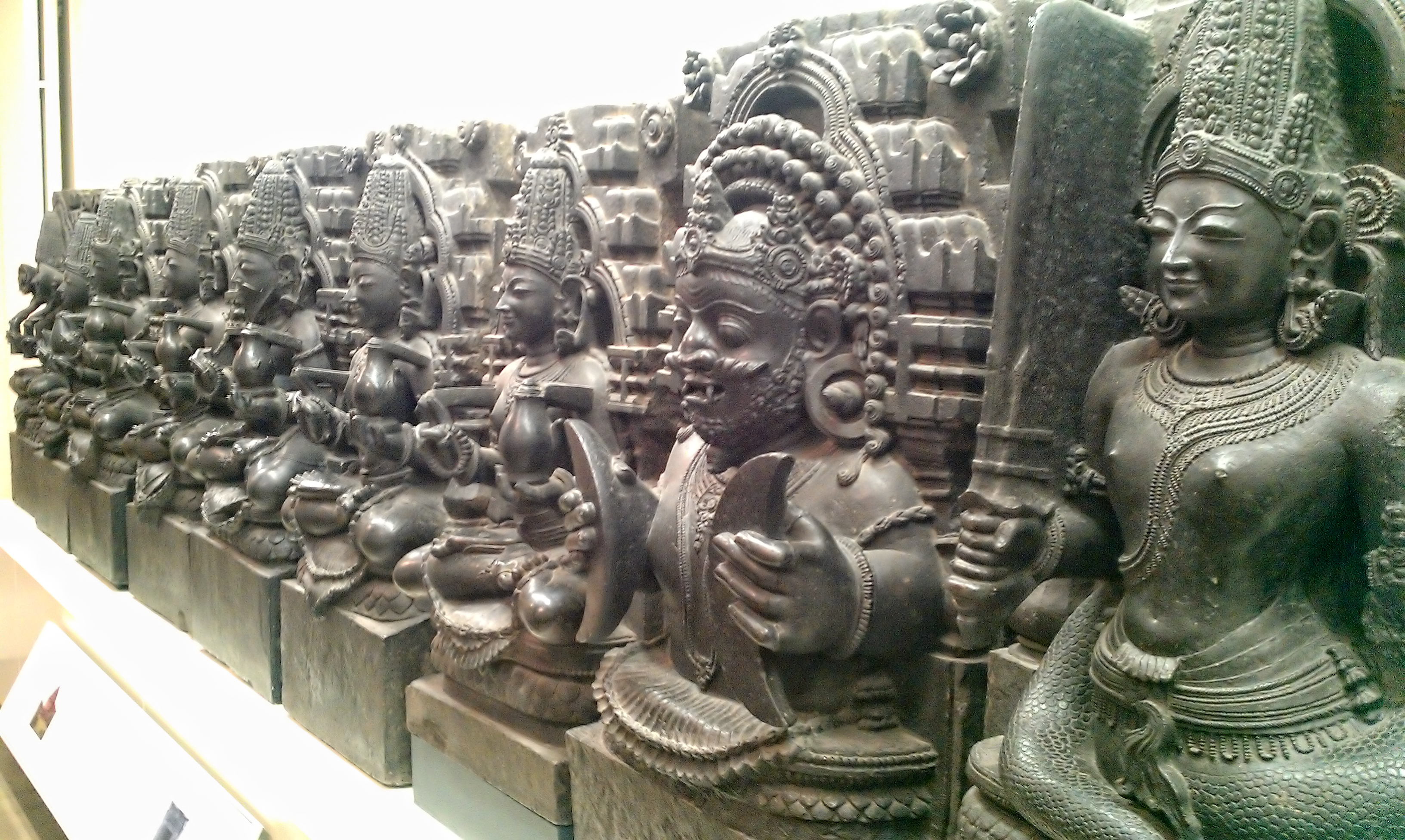
A kilenc planéta egy sorban a British Museumban

| Magyar    | Hindí          | Bolygó     | A bolygó-isten hindi neve |
| --------- | -------------- | ---------- | ------------------------- |
| Hétfő     | Szómvár        | Hold       | Szóma                     |
| Kedd      | Mangalvár      | Mars       | Mangala                   |
| Szerda    | Budhvár        | Merkúr     | Budha                     |
| Csütörtök | Brihaszpativár | Jupiter    | Brihaszpati               |
| Péntek    | Sukravár       | Vénusz     | Súkra                     |
| Szombat   | Sanivár        | Szaturnusz | Sani                      |
| Vasárnap  | Szúrjavár      | Nap        | Szúrja                    |

## Karnatikus zene
Muthuszvámi Diksitar, egy dél-indiai karnatikus zeneszerző a Navagraha Kritiszt a kilenc graha dicséretére komponálta. Minden dal egy-egy ima a kilenc bolygó egyikéhez. A dalok szahitjái (dalszövegei) a mantra és a dzsjotisa-sásztrák mélyreható ismeretét tükrözik. 

## Fordítás
- Ez a szócikk részben vagy egészben  a   Navagraha  című angol Wikipédia-szócikk ezen változatának fordításán alapul.  Az eredeti cikk szerkesztőit annak laptörténete sorolja fel. Ez a jelzés csupán a megfogalmazás eredetét és a szerzői jogokat jelzi, nem szolgál a cikkben szereplő információk forrásmegjelöléseként.